# 深山森
深山森(みやま しん、1983年 - )は、日本のライトノベル作家・小説家。

## 来歴
1983年生まれ。座右の銘は「他人なくして自分なし」
処女作である『ラジオガール・ウィズ・ジャミング』が、第12回電撃小説大賞最終選考作となる。同作が電撃文庫から発売され、作家デビュー。
デビュー作である『ラジオガール・ウィズ・ジャミング』は、「このライトノベルがすごい! 2007年」において、55位にランクインするなど、一定の評価を得る。

## 作品
- ラジオガール・ウィズ・ジャミング (電撃文庫) (2006/7)